# Sicyodes algoaria
Sicyodes algoaria är en fjärilsart som beskrevs av Felder och Alois Friedrich Rogenhofer 1875. Sicyodes algoaria ingår i släktet Sicyodes och familjen mätare. Inga underarter finns listade i Catalogue of Life.